# Nanopartícules superparamagnètiques d'òxid de ferro
Les nanopartícules superparamagnètiques d'òxid de ferro o SPIONs (de l'anglès Superparamagnètic Iron Oxide Nanoparticles) són partícules compostes d'òxids de ferro, en especial magnetita (Fe₃O₄) i maghemita (γ-Fe₂O₃), amb diàmetres inferiors a 100 nanòmetres, el que els confereix propietats de superparamagnetisme. La presència d'aquest fenomen ha atret un gran interès en el seu estudi degut a les aplicacions potencials en diferents camps. Tot i que no són les úniques nanopartícules superparamagnètiques que existeixen, la seva principal alternativa són nanopartícules metàl·liques compostes principalment de cobalt i níquel, materials que en la seva forma metàl·lica són força tòxics i fàcilment oxidables. Això fa a les SPIONs una millor alternativa, especialment en camps com la biomedicina on la biocompatibilitat és una propietat molt favorable.
Algunes de les aplicacions de les SPIONs inclouen el seu ús en dispositius d'emmagatzematge magnètic d'alta capacitat, catàlisi, sensors, imatge per ressonància magnètica nuclear, imatge per partícules magnètiques, teràpia d'hipertèrmia, separació de biomolècules, transport localitzat de medicaments i transport gènic.

## Estructura
Depenent de la seva composició les nanopartícules poden tenir diferents estructures cristal·lines.
La magnetita té una estructura d'espinel·la inversa amb l'oxigen formant un sistema cristal·lí cúbic centrat en les cares, on tots els forats tetraèdrics estan ocupats per ions Fe3+ i els forats octaèdrics estan ocupats per ions Fe3+ i ions Fe2+ en una relació de 1:1.
En la maghemita en canvi, tots els ions ferro es troben en la forma oxidada Fe3+ i amb vacants en els forats octaèdrics.

## Propietats magnètiques
Degut als electrons desaparellats en la capa 3d, els àtoms de ferro tenen un gran moment magnètic. Els ions de Fe2+, tenen 4 electrons desaparellats en la capa 3d, i els ions Fe3+ en tenen 5. Això provoca que els cristalls que contenen ions Fe2+ o Fe3+ siguin ferromagnètics, antiferromagnètics o ferrimagnètics.
En un material paramagnètic, els moments magnètics individuals dels diferents àtoms estàn orientats de manera aleatòria, el què provoca que la substancia tingui un moment magnètic net igual a zero en absència d'un camp magnètic extern. En un material ferromagnètic, en canvi, tots els mometns magnètics s'alineen amb el camp magnètic extern fent que quan aquest camp extern s'elimina, el material segueixi amb els moments alineats i, per tant, tingui un moment magnètic net diferent a zero. Un material ferrimagnètic a la pràctica es comporta igual que un de ferromagnètic, no obstant en l'estructura interna dels moments magnètics conté dos tipus diferents d'àtoms amb moments magnètics oposats. El motiu de que es comporti com un material ferromagnètic és que els dos moments oposat són de diferent força, fent que un domini per sobre l'altre. Finalment, en un material ferrimagnètic també hi ha dos tipus de moments magnètics, però en aquest cas de la mateixa força, el que provoca que el material no tingui un moment magnètic net.
Quan un camp magnètic extern s'aplica sobre un material ferromagnètic, la magnetització (M) d'aquest augmenta amb la intensitat del camp magnètic (H) fins que s'arriba a un nivell de saturació. Els materials ferromagnètics tenen però una corba d'histèresis perquè hi ha més d'un estat magnètic estable sota el camp magnètic, degut als diferents dominis magnètics que hi ha en el material. Així doncs, hi ha una magnetització magnètica remanent fins i tot després de l'eliminació del camp magnètic extern.
Un sol domini magnètic que no té corba d'histèresi s'anomena superparamagnètic. L'ordenació dels moments magnètics en materials ferromagnètics, ferrimagnètics i antiferromagnètics disminueix en augmentar la temperatura, degut a les fluctuacions tèrmiques. Els materials ferromagnètics i ferrimagnètics esdevenen desordenats i, per tant, perden la seva magnetització quan la seva temperatura és superior a la temperatura de Curie {\displaystyle T_{C}}, i els materials antiferromagnètics perden la seva magnetització a partir la temperatura de Néel {\displaystyle T_{N}}. La magnetita és un material ferrimagnètic a temperatura ambient i té una temperatura de Curie de 850 K (577º C). Per altra banda, la maghemita també és un material ferrimagnètic a temperatura ambient, però és inestable a altes temperatures, motiu pel qual la seva temperatura de Curie és difícil de determinar a la pràctica. Tant les nanopartícules de maghemita com les de magnetita són superparamagnètiques a temperatura ambient. Aquest fenomen de superparamagnetisme de les nanopartícules es pot atribuir a la seva mida, ja que quan le mida es prou petita, les fluctuacions tèrmiques poden canviar la magnetització de la nanopartícula sencera, fent que la dispersió es comporti com un material paramagnètic en comptes de ferrimagnètic en absència d'un camp magnètic extern, amb la diferència que els moments magnètics són deguts a nanoprtícules en comptes de en àtoms com seria en un material paramagnètic tradicional.
Les propietats interessant de les nanopartícules superparamagnètiques venen donades pel fet que poden ser manipulades des de la distància utilitzant camps magnètics externs artificials. Un camp magnètic extern uniforme pot resultar en un parell de forces en la nanopartícula, però no pot provocar un moviment translacional, així, és necessari un gradient de camp magnètic extern per tal de provocar el moviemtn de la dispersió de nanopartícules. La força en una partícula puntual ab moment magnètic {\displaystyle m} degut a un camp magnètic {\displaystyle B} ve donada per la equació:
{\displaystyle F_{m}=\nabla (m\cdot B)}
En aplicacions biològiques, les SPIONs s'han de moure a través defluids, en aquests casos les equacions anteriors poden canviar-se a:
{\displaystyle F_{m}={\begin{cases}{\frac {V_{\chi }}{2\mu _{0}}}\nabla |B|^{2}&{\text{en un camp magnètic dèbil}}\\{\frac {1}{2}}\nabla (m_{sat}\cdot B)&{\text{en un camp magnètic fort}}\end{cases}}}
Segons aquestes equacions, hi haurà la major força translacional en la direcció del gradient positiu més gran del camp magnètic.
Una altra consideració important és la força que actua contra la força magnètica. Com que les SPIONs es mouen cap a la font del camp magnètic, experimentaràn una força de fricció de Stokes en el sentit oposat. Aquesta força de fricció vindrà donada per l'expressió:
{\displaystyle F_{d}=6\pi \eta Rv}
On {\displaystyle \eta } és la viscositat del fluid, R el radi hidrodinàmic de la partícula i v la velocitat de la partícula.

## Sintesi
El mètide de síntesis de les nanopartícules té una gran influència en la seva forma, distribució de mida i química de superfície. A més determina en gran manera els defectes estructurals i impureses en les nanopartícules. Tots aquests factors influeixen en el comportament magnètic i, per tant, condicionen les aplicacions de les nanopartícules.

### Coprecipitació.
La coprecipitació és el mètode de síntesi més usat. El mètode consisteix en tenir una solució amb ions Fe2+ i Fe3+ en les proporcions adequades, que es fan precipitar de manera controlada per formar les nanopartícules. Segons el mètode d'obtenció dels dos cations en la solució els mètodes de coprecpitació es poden dividir en dos subtipus. En el primer, es dissol una sal de Fe2+ en un dissolvent, i, usant un agent oxidant, part d'aquests ions s'oxiden a Fe3+.
Un exemple d'aquest mètode és la obtenció de nanopartícules esfèriques de magnetita amb una distribució de mida d'entre 30 i 100 nm utilitzant Nitrat de Ferro (II) i una base. On el nitrat de ferro(II) actua dsimultàniament de font de ions Fe2+ i de font de ions Nitrat, un oxidant dèbil.
El segon mètode consisteix en dissoldre dirèctament dues sals diferents, una amb ions Fe3+ i una amb ions Fe2+ en presència de ions hidròxid.
En ambdós casos la reacció química  final que té lloc és la següent:
{\displaystyle {\ce {Fe^3+ + Fe^2+ +8OH- -> Fe3O4v + 4H2O}}}
Les condicions ideals per la reacció és un pH basic, d'entre 8 i 14, una relació Fe3+/Fe2+ de 2:1 i un ambient no oxidant, per exemple sota un gas inert com el N₂ o l'Ar.
Com en altres síntesis de nanopartícules, les mides i formes de les nanopartícules pot ser controlades tenint en compte diferents factors tals com el pH, la força iònica, el gradient de temperatura, les sals utilitzades com a font dels ions o la relació entre ions.

### Microemulsions
Una microemulsió és una dispersió estable i isotròpica de dos líquids immiscibles que consisteix en dominis nanomètrics d'un líquid en l'altre estabilitzat per una capa interficial de molècules superficialment actives. Les emulsions  es poden categoritzar segons la naturalesa de les fases utilitzades en aigua en oli (w/o) o oli en aigua (o/w). No obstant, en l'àmbit de la síntesi de nanopartícules el mètode utilitzat sol ser w/o. A la mescla dels dos líquids cal afegir-hi una substancia surfactant amfifílica per tal de disminuir l'energia superficial entre l'aigua i l'oli poder formar l'emulsió amb els dominis nanomètrics. Aquests nanodominis són utilitzats després com a nanoreactors on s'hi sintetitza la nanopartícula. Aquest mètode sol resultar amb nanopartícules esfèriques, amb una mida que dependrà directament de la mida dels nanodominis. Sent aquesta així bastant modificable a voluntat.

### Descomposició tèrmica de precursors orgànics.
La descomposició tèrmica de precursors orgànics és un mètode de síntesi d'SPIONs que sol resultar en mostres amb una distribució de mida molt reduida d'entre 5 i 12 nm, formes regulars i bona cristal·linitat. Per aplicacions on la mida de la partícula juga un rol important, com en mètodes biològics, aquest sol ser el que dona els millors resultats, tenint com a desavantatge un superior cost respecte els altres mètodes. Alguns dels precursors per la síntesi d'SPIONs són el Fe(Cup)₃ (Cup = N-nitrosofenilhidroxilamina), el Fe(CO)₅ o el Fe(acac)₃ (acac = acetilacetonat) dispersos en dissolvents orgànics amb molècules surfactants.

## Aplicacions biomèdiques
Les partícules superparamagnètiques de magnetita i maghemita són preferides en biomedicina degut a que són biocompatibles i potencialment no tòxiques pels humans ja que els òxids de ferro són fàcilment degradables i, per tant, usats en aplicacions in vivo. Tot i això, els resultats de l'exposició de cèl·lules humanes a nanopartícules d'òxids metàl·lics sense recobriment va mostrar certa citotoxícitat.
Les SPIONs són usades en teràpies magnètiques contra el càncer, utilitzant les seves propietats magnètiques en reaccions de radicals lliures per la generació d'espècies reactives d'oxigen (ROS) i espècies reactives del nitrogen (RNS), controlant així l'estrés oxidatiu al que se sommeten les cèl·lules tumorals. Les nanoteràpies magnètiques són controlades remotament utilitzant camps magnètics per provocar ROS i RNS, que provoquen una citotoxicitat local localitzada en el tumor que es tracta. A més, es pot combinar amb medicaments quimioterapèutics com la doxorubicina per reduir-ne l'exposició a la resta del cos i així reduir els efectes secundaris indesidjats que tenen els tractaments de quimioteràpia. Aquests complexes magnètics consisteixen en SPIONs carregades de medicaments antitumorals. Les cèl·lules tumorals són especialment vulnerables als atacs oxidatius provocats per les nanopartícules.
Aplicacions multifuncionals potencials de les SPIONs permetrien combinar teràpies de nanoteràpia, transport localitzat de medicaments i visualització diagnòstica tot utilitzant les propietats de les SPIONs, el que permetria avançar cap a teràpies antitumorals personalitzades.
Una altra teràpia duta a terme en SPIONS és la teràpia d'hipertèrmia en la que nanopartícules magnètiques són injectades en el teixit tumoral i posteriorment escalfades mitjançant camps magnètics alternants externs, aquest increment de la temperatura ajuda a destruir les cèl·lules canceroses que constitueixen el teixit tumoral. Aquesta teràpia està encara en fase de desenvolupament.